# Галицький Володимир Олександрович
Володимир Олександрович Га́лицький (рос. Владимир Александрович Галицкий; нар. 9 лютого 1907, Казань — пом. 1 січня 1998, Санкт-Петербург) — російський радянський театральний режисер і педагог. Заслужений діяч мистецтв РРФСР з 1954 року.

## Біографія
Народився 27 січня [9 лютого] 1907 року у місті Казані (тепер Татарстан, Росія). Впродовж 1929–1932 років навчався у Харківському музично-драматичному інституті (викладачі Іван Мар'яненко, Гнат Ігнатович). У 1933 році закінчив Державний інститут театрального мистецтва у Москві.
Працював у театрах Харкова: естради і буфонади «Вентилятор» у 1928–1931 роках та Червонозаводському у 1932 році, музичної комедії у 1932–1934 роках. З 1935 по 1938 рік працював у Києві на студії «Українфільм». Протягом 1938–1941 років працював у Дніпропетровському українському музично-драматичному театрі та протягом 1941–1943 років у Дніпропетровському російському драматичному театрі. Працював театральним режисером у 1943—1944 роках у Владивостоці, у 1944–1947 роках а Калініні; у 1947–1957 роках — в Тамбові. Член ВКП(б) з 1950 року. У 1957–1959 роках — головний режисер в театрі в Куйбишеві. Згодом переїхав до Ленінграда, де працював головним режисером студії кіноактора при «Ленфільмі» та викладав режисуру в Інституті культури.
Помер 1 січня 1998 року в Санкт-Петербурзі. Похований в передмісті Санкт-Петербурга на Комаровському селищному кладовищі.

## Творчість
Поставив вистави:
- «Професор Мамлок» Фрідріха Вольфа (1933);
- «Богдан Хмельницький» Олександра Корнійчука (1940);
- «Емілія Ґалотті» Ґотгольда Лессінґа (1941);
- «Російські люди» Костяетина Симонова (1940-ві);
- «Маруся Богуславка» Михайла Старицького (1940-ві; власний переклад);
- «Велика земля» Сергія Герасимова (1943);
- «Молода гвардія» за Олександром Фадєєвим (1947);
- «Щастя» Петра Павленка (1948);
- «Приборкання норовливої» Вільяма Шекспіра (1949);
- «Сім'я» Івана Попова (1951);
- «У Лебединому» Дмитра Дев'ятова (1952);
- «Отелло» Вільяма Шекспіра (1952);
- «Печатка довіри» Миколи Архангельського (1953);
- «Ревізор» Миколи Гоголя (1954);
- «Джерело в степу» Дмитра Дев'ятова (1954);
- «Вороги» Максима Горького (1955);
- «Запеклі серця» Миколи Архангельського (1955);
- «Кремлівські куранти» Миколи Погодіна (1957);
- «Третя патетична» Миколи Погодіна (1958);
- «Битва в дорозі» Галини Ніколаєвої (1959);
- «Барабанщиця» Афанасія Салинського.

Написав лібрето до балету Володимира Нахабіна «Міщанин з Тоскани» (1936, Київська опера, постановники Микола Болотов та Павло Вірський).
Автор книги спогадів «Театр моей юности» (Ленинград, 1984).